# رابرت سیدنی کان
رابرت سیدنی کان (انگلیسی: Robert Sidney Cahn; ۹ ژوئن ۱۸۹۹ – ۱۵ ژوئن ۱۹۸۱) شیمی‌دان اهل بریتانیا بود. شهرت وی به دلیل ابداع قواعد توالی کان–اینگولد–پریلاگ به همراه ولادیمیر پریلاگ و کریستوفر کلک اینگولد در شیمی آلی است.